# Liselotte Pulver
Pour les articles homonymes, voir Pulver.

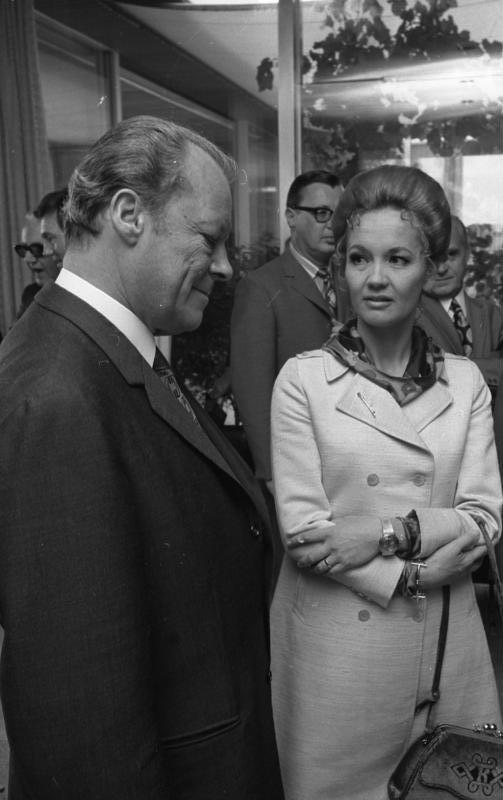
Avec le chancelier Willy Brandt en 1971.

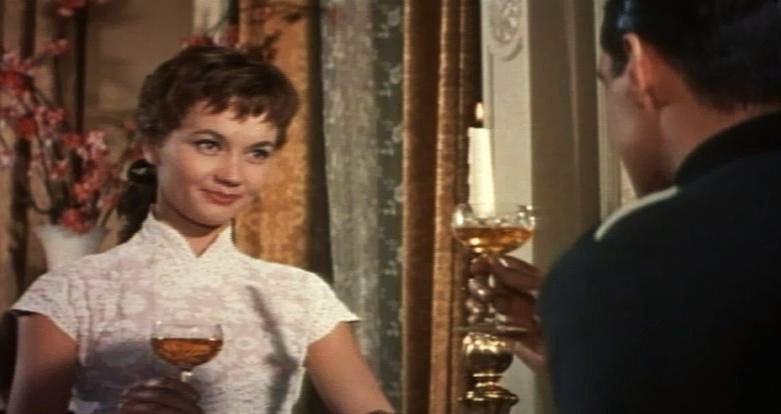
Liselotte Pulver et John Gavin dans
Le Temps d'aimer et le Temps de mourir (1958).

Liselotte Pulver, dite Lilo Pulver, née le 11 octobre 1929 à Berne, est une actrice suisse. Elle était l'une des plus grandes stars du cinéma germanophone des années 1950 et 1960.

## Biographie
Liselotte Pulver termine ses études secondaires en 1948 puis étudie à l'Université de Berne. Elle débute au théâtre à Berne et à Zurich dans une pièce écrite par Jeremias Gotthelf. 
Le 9 septembre 1961, elle épouse l'acteur allemand Helmut Schmid, ils ont un garçon, Marc-Tell né en 1962, et une fille Mélisande née en 1967 et décédée en 1989 à la suite d'un suicide. Son mari meurt en 1992 d'une crise cardiaque.
Elle fut l'une des grandes vedettes féminines du cinéma allemand des années cinquante et soixante. Elle a également joué dans plusieurs films français dans les années 1960, comme dans Monsieur (1964) où elle donne la réplique à Jean Gabin et à Philippe Noiret, ainsi que dans des productions américaines notables comme le drame Le Temps d'aimer et le Temps de mourir de Douglas Sirk (1958) et la comédie satirique Un, deux, trois de Billy Wilder (1961).

## Filmographie

### Cinéma
- 1949 : Suzanne et son marin (Swiss tour) de Leopold Lindtberg
- 1950 : Sous la rafale de Rolf Hansen : Maria
- 1951 : Heidelberger Romanze de Paul Verhoeven : Susanne Edwards
- 1952 : Klettermaxe de Kurt Hoffmann : Corry Bell
- 1952 : Fritz und Friederike de Geza von Bolvary : Friederike
- 1953 : Hab Sonne im Herzen d'Erich Waschneck : Mme Helm
- 1953 : Von Liebe reden wir später de Karl Anton : Bianca Merz
- 1953 : Das Nachtgespenst de Carl Boese : Trixie
- 1953 : Ich und Du de Alfred Weidenmann : Brigitte
- 1953 : Männer im gefährlichen Alter de Carl-Heinz Schroth : Anna
- 1954 : L’École du bonheur conjugal de Rainer Geis et Anton Schelkopf : Marianne
- 1954 : Der letzte Sommer de Harald Braun : Jessica Tolemainen
- 1954 : Uli, der Knecht de Franz Schnyder : Vreneli
- 1955 : Piroschka (Ich denke oft an Piroschka) de Kurt Hoffmann : Piroschka Rácz
- 1955 : Griff nach den Sternen de Carl-Heinz Schroth : Christine
- 1955 : Hanussen d'O.W. Fischer et Georg Marischka : Hilde Graf
- 1955 : Uli, der Pächter de Franz Schnyder : Vreneli
- 1956 : Heute heiratet mein Mann de Kurt Hoffmann : Thesi Petersen
- 1957 : Les Aventures d'Arsène Lupin de Jacques Becker : Mina von Kraft
- 1957 : Rendez-vous à Zürich (Die Zürcher Verlobung) de Helmut Käutner : Juliane Thomas
- 1957 : Les Confessions de Félix Krull (Bekenntnisse des Hochstaplers Felix Krull) de Kurt Hoffmann : Zaza
- 1958 : L'Auberge du Spessart (Das Wirtshaus im Spessart) de Kurt Hoffmann : Comtesse Franziska von Sandau
- 1958 : Le Joueur de Claude Autant-Lara : Pauline Zagorianski
- 1958 : Le Temps d'aimer et le Temps de mourir (A Time to Love and a Time to Die) de Douglas Sirk : Elizabeth Kruse Graeber
- 1958 : Les soldats ne sont pas de bois (Helden) de Franz Peter Wirth : Raina Petkoff
- 1959 : Das schöne Abenteuer de Kurt Hoffmann : Dorothée Durand
- 1959 : Les Buddenbrook (Buddenbrooks) d'Alfred Weidenmann : Tony Buddenbrook
- 1959 : Buddenbrooks - 2. Teil d'Alfred Weidenmann : Tony Buddenbrook
- 1960 : Le Verre d'eau (Das Glas Wasser) d'Helmut Käutner : La reine Anne
- 1960 : Das Spukschloß im Spessart de Kurt Hoffmann : Charlotte
- 1960 : Gustav Adolfs Page de Rolf Hansen : Page Gustl Leublfing
- 1961 : La Fayette de Jean Dréville : La reine Marie-Antoinette
- 1961 : Un, deux, trois (One, Two, Three) de Billy Wilder : Mademoiselle Ingeborg
- 1962 : Maléfices d'Henri Decoin : Catherine Rauchelle
- 1962 : Kohlhiesels Töchter d'Axel von Ambesser : Liesel Kohlhiesel/Susi Kohlhiesel
- 1963 : Une jeune fille presque convenable (de) (Ein fast anständiges Mädchen) de Ladislas Vajda : Lili Steiner
- 1964 : Papa play-boy (A Global Affair) de Jack Arnold : Sonya
- 1964 : Monsieur de Jean-Paul Le Chanois : Elizabeth Bernadac
- 1965 : On murmure dans la ville (film, 1965) (Dr. med. Hiob Prätorius) de Kurt Hoffmann : Violetta
- 1965 : Le Gentleman de Cocody de Christian-Jaque : Baby
- 1966 : Suzanne Simonin, la Religieuse de Diderot de Jacques Rivette : Mme de Chelles
- 1966 : Hokuspokus oder: Wie lasse ich meinen Mann verschwinden...? de Kurt Hoffmann : Agda Kjerulf
- 1966 : Le Jardinier d'Argenteuil de Jean-Paul Le Chanois : Hilda
- 1967 : Herrliche Zeiten im Spessart de Kurt Hoffmann : Anneliese
- 1969 : Die Hochzeitsreise de Ralf Gregan : Hannelor Schmidt
- 1972 : Le Trèfle à cinq feuilles d'Edmond Freess : Daisy
- 1975 : Monika und die Sechzehnjährigen de Charly Steinberger : Annelie
- 1979 : Brot und Steine de Mark M. Rissi : Bodenbauers Mutter
- 1996 : Das Superweib de Sönke Wortmann : Alma Winkel

### Télévision
- 1954 : Unsere kleine Stadt de Harald Braun (Téléfilm) : Emily Webb
- 1956 : Smaragden - Geschichte de Kurt Wilhelm (Téléfilm) : Jennifer Lindsey
- 1956 : Jeanne oder Die Lerche de Franz Peter Wirth (Téléfilm) : Jeanne d'Arc
- 1966 : Der Regenmarcher de Franz Peter Wirth (Téléfilm) : Lizzie Curry
- 1969 : Pistolen-Jenny d'Alfred Weidenmann (Téléfilm) : Jenny
- 1970 : Die Baumwollpflücker d’après l’œuvre de B. Traven (série télévisée)
- 1971 : Orpheus in der unterwalt de Joachim Hess (Téléfilm) : L'opinion public
- 1972 : Hoopers letzte Jagd (Série) : Jenny Richardson
- 1977 : Hungaria Kavehaz (Série) : Olga
- 1978 : Le renard (Der Alte) (Série) : Ursula Bär
- 1979 : Noch'ne Oper (Téléfilm)
- 1982 : Jeden Mittwoch (Téléfilm) : Dorothy
- 1986 : Le Tiroir secret (Série)
- 1989 : Mit Leib und Seele (Série) : Else Kempfert
- 1994 : Natale con papà de Giorgio Capitani (Téléfilm) : Schwarzkopf

### Documentaire
- 2004 : René Deltgen - Der sanfte Rebell de Michael Wenk : Elle-même